# Йосиф Карл Австрійський
Ерцгерцог Йосиф Карл Австрійський (нім. Erzherzog Josef Karl (Ludwig) von Österreich , угор. Habsburg–Lotaringiai József Károly (Lajos) főherceg; 2 березня 1833 — 13 червня 1905) — представник династії Габсбургів-Лотаринзьких. Він був другим сином ерцгерцога Йосифа, палатина Угорщини (сьомого сина Леопольда II, імператора Священної Римської імперії) та герцогині Марії Доротеї Вюртемберзької.

## Біографія
Як і багато молодших членів королівських сімей, ерцгерцог Йосиф Карл пішов служити в армію. У 1860 році він став генерал-майором австрійської армії. Під час австро-прусської війни він командував бригадою в Північній армії. У битві при Кеніґгретці він втратив трьох своїх коней. У 1867 році він став палатином Угорщини після смерті свого бездітного зведеного брата Стефана, хоча на той час ця посада була лише символічною.
12 травня 1864 року в Кобурзі ерцгерцог Йосип одружився з принцесою Клотильдою Саксен-Кобург-Готською (1846—1927), старшою донькою принца Августа Саксен-Кобург-Готського та принцеси Клементини Орлеанської. У них було семеро дітей.
Ерцгерцог цікавився ромською мовою і час від часу писав на цю тему Альберту Томасу Сінклеру, американському юристу, який поділяв цей інтерес. У біографії Сінклера зазначається, що ерцгерцог надіслав копію своєї праці, «великий том октави в красивій палітурці. Це найважливіша і цінна філологічна праця, у якій порівнюються циганські слова з санскритом, індустані-перськими мовами тощо».
Ще наприкінці 1880-х років ерцгерцог Йосиф виступав за перетворення бідного рибальського села Цриквениця на новий курорт. У 1895 році тут було відкрито Гранд-готель імені ерцгерцога.
Його резиденцією був палац ерцгерцога Йосифа в Будапешті.

## Родина
Дружина —  Клотильда Саксен-Кобург-Готська (1846—1927), старша донька Августа Саксен-Кобург-Готського та Клементини Орлеанської.
Діти:
- Єлизавета Клементина Клотильда Марія Амалія (1865—1866)
- Марія Доротея Амалія (1867—1932)
- Маргарет Клементина Марія (1870—1955)
- Йосип Август Віктор Клеменс Марія (1872—1962)
- Ладислав Філіп (1875—1895), без нащадків
- Елізабет Генрієтта Клотильда Марія Вікторія (1883— 1958), вийшла заміж за Золтана Деклеву, командувача угорської армії під час Другої світової війни.
- Клотильда Марія Амалія Філомена Рейнерія (1884—1903)